# Brassica rapa
Brassica rapa este o specie din familia Brassicaceae. Este o plantă cultivată pe scară largă pentru frunzele și rădăcinile oleaginoase. Mugurii sunt folosiți în industria alimentară în sudul Italiei, Puglia, ca cimedirape. Acestea sunt utilizate pentru gătirea pastelor de casă  numit orecchiette („urechi mici”). 

## Cultivări
| Nume                   | Imagine | Nume științific                    |
| ---------------------- | ------- | ---------------------------------- |
| Bok choy               |         | Brassica rapa subsp.               |
| Bomdong                |         | Brassica rapa var. glabra          |
| Choy sum               |         | Brassica rapa subsp. parachinensis |
| Muștar de câmp         |         | Brassica rapa subsp. oleifera      |
| Komatsuna              |         | Brassica rapa subsp. perviridis    |
| Varză Napa             |         | Brassica rapa subsp. pekinensis    |
| Frunze de nap          |         | Brassica rapa var. rapifera        |
| Tatsoi                 |         | Brassica rapa subsp. narinosa      |
| Nap                    |         | Brassica rapa subsp. rapa          |
| Sarsoon galben Ka Saag |         | Brassica rapa subsp. trilocularis  |